# Tarzan (série de televisão de 2003)
"Tarzan" é uma série de televisão americana, que estreou em 5 de outubro de 2003, na The WB. Com base no Tarzan escrito  por Edgar Rice Burroughs, esta série de TV foi criada na cidade de Nova Iorque, descrevendo uma adaptação moderna em personagens de Burroughs. A série foi cancelada após oito episódios.

## Enredo
A detetive do Departamento de Polícia de Nova Iorque Jane Porter, que tem uma vida comum é interrompido quando um caso de rotina inesperadamente a leva a John Clayton, que prefere ser chamado de Tarzan. Depois de ser proclamado morto há 20 anos, John Clayton foi encontrado nas selvas da África por seu tio bilionário, Richard Clayton, que é o CEO das poderosas Indústrias Greystoke. Colocado contra a sua vontade na casa de seu tio, Tarzan escapa e anda por toda a cidade, ajudando os necessitados. Após conhecer Jane, ele começa a segui-la de sua casa para cenas de crimes, ao mesmo tempo ajudá-la com seus casos de polícia.

## Elenco

### Elenco principal
- Travis Fimmel como John Clayton Jr./Tarzan, herdeiro e Shareholder da Greystoke Industries
- Sarah Wayne Callies como Detetive Jane Porter
- Miguel A. Núñez Jr. como Detective Sam Sullivan
- Leighton Meester como Nicki Porter, irmã de Jane
- Lucy Lawless como Kathleen Clayton, jornalista publicitária, Shareholder da Greystoke Industries
- Mitch Pileggi como o bilionário Richard Clayton, CEO & Shareholder da Greystoke Industries

### Convidados
- James Carroll como Howard Rhinehart
- Fulvio Cecere como Detetive Gene Taylor
- Marcus Chait como Gary Lang
- Joe Grifasi como Tenente Scott Connor
- Tim Guinee como Donald Ingram
- Johnny Messner como Detetive Michael Foster
- Douglas O'Keeffe como Patrick Nash
- David Warshofsky como Sheriff Tim Sweeney

## Equipe técnica
Estes foram os criadores e desenvolvedores originais da série:
- Eric Kripke - desenvolvedor, teleplay, e co-produtor executivo
- Michael Colleary - desenvolvedor da história
- Mike Werb - desenvolvedor da história
- Leonard Dick - escritor e produtor
- David Gerber - produtor executivo
- Lynne Litt - escritor
- Peter McIntosh - produtor
- Molly Newman - co-produtor executivo
- David Nutter - produtor executivo
- P.K. Simonds - escritor produtor executivo
- Mere Smith - escritor e co-produtor
- Pamela Oas Williams - produtor
- Laura Ziskin - produtor executivo
- Jason Derlatka - compositor de música
- Jon Ehrlich - compositor de música